# سيداني
سيداني (Sedani) هي نوع من المعكرونة الإيطالية التي تكون أكبر قليلا من معكرونة ماكاروني مع انحناء مشابه. قد تكون ذات شكل أملس ناعم (lisce) أو مجعد ذو أخاديد (rigati).
كانت تسمى في البداية زيني ديليفنتي (zanne d'elefante) أي أنياب الفيل، وتم إعادة تسميتها بسيداني (sedani) بعد حظر تجارة العاج، حيث تم اشتقاق الكلمة من "sedano" وتعني الكرفس.

## الملاحظات والمراجع
1. ↑  "معلومات عن سيداني على موقع tasteatlas.com". tasteatlas.com. مؤرشف من الأصل في 2022-02-19.